# Хекенминстер
Хекенминстер (њем. Heckenmünster) општина је у њемачкој савезној држави Рајна-Палатинат. Једно је од 107 општинских средишта округа Бернкастел-Витлих. Према процјени из 2010. у општини је живјело 117 становника. Посједује регионалну шифру (AGS) 7231050.

## Географски и демографски подаци
Хекенминстер се налази у савезној држави Рајна-Палатинат у округу Бернкастел-Витлих. Општина се налази на надморској висини од 230 метара. Површина општине износи 4,9 km². У самом мјесту је, према процјени из 2010. године, живјело 117 становника. Просјечна густина становништва износи 24 становника/km².

## Међународна сарадња
| Мјесто   | Држава     | Врста сарадње | Од    |
| -------- | ---------- | ------------- | ----- |
| Бинсфелд | Луксембург | пријатељство  | 2000. |
| Извор    |            |               |       |